# Leo Wiese
Leo Wiese  (* 26. Januar 1871 in Bredeney bei Werden an der Ruhr; † 20. Juni 1929 in Münster) war ein deutscher Romanist und Mediävist.

## Leben und Werk
Wiese promovierte 1899 in Bonn mit der von der Fakultät preisgekrönten Arbeit Die Sprache der Dialoge des Papstes Gregor. Mit einem Anhang: Sermo de sapientia und moralium in Job fragmenta (Halle a. S. 1900). Er habilitierte sich über (Hrsg.) Die Lieder des Blondel de Nesle. Kritische Ausgabe nach allen Handschriften. Kommentar zu Blondel de Nesle, Lieder (Halle a. S. 1904, Ann Arbor 1980, Paris 2001) und wurde 1909 (als Nachfolger von Wilhelm Cloetta) Professor in Jena. Dort war 1911 Ernest Hoepffner sein Nachfolger. Von 1911 bis 1929 war Wiese (als Nachfolger von Hugo Andresen) Ordinarius an der Universität Münster (Nachfolger: Eugen Lerch). Einer seiner bedeutenden Schüler war Theodor Heinermann.  Leo Wiese verstarb 1929  unerwartet an den Folgen eines Schlaganfalls.

## Weitere Werke
- (Hrsg.) Chrestomathie de l'ancien français, VIIIe-XVe siècles, accompagnée d'une grammaire et d'un glossaire, par Karl Bartsch. 8e édition, entièrement revue et corrigée, Leipzig 1908, 12. Auflage 1920, 1927, New York 1951, 1958, 1969